# میک فورد
میک فورد (انگلیسی: Mick Ford؛ زادهٔ ۱ اوت ۱۹۵۲) بازیگر و فیلم‌نامه‌نویس اهل بریتانیا است.
از فیلم‌ها یا برنامه‌های تلویزیونی که وی در آن نقش داشته‌است، می‌توان به سال‌های خوش گذشته، شاهد خاموش، پروتکل چهارم و تفاله اشاره کرد.